# بازار سرمایه
بازار سرمایه (به انگلیسی: Capital market) به بازارهای مالی جهت خرید و فروش اوراق قرضه یا اوراق بهادار، با سررسید بیشتر از یک سال و دارایی‌های بدون سررسید، اطلاق می‌شود.
در معمول‌ترین تقسیم‌بندی، بازار سرمایه از نظر مرحله عرضه اوراق بهادار، به دو بازار اولیه (بازار دست اول) و ثانویه (بازار دست دوم) تقسیم می‌شود.
در یک تقسیم‌بندی کلی دیگر، بازار سرمایه‌ای ایران از نظر شرایط شرکت‌ها، به دو بازار بورس اوراق بهادار و فرابورس طبقه‌بندی می‌شود. در زیرمجموعه بازار بورس اوراق بهادار و فرابورس بخش‌بندی دیگری وجود دارد که حضور در هر کدام از آنها شرایط و ضوابط خود را داراست. در این مطلب به بخش‌بندی بازار بورس اوراق بهادار و شرایط عمومی و اختصاصی هر کدام پرداخته می‌شود.
بازار سرمایه پلی است، که پس‌انداز واحدهای اقتصادی دارای مازاد مانند شرکت‌ها یا دولت‌ها را، به واحدهای سرمایه‌گذاری که بدان نیازمندند، انتقال می‌دهد؛ بنابراین بازار سرمایه، واحدهای پس‌انداز و سرمایه‌گذاران را با یکدیگر ارتباط می‌دهد. از سوی دیگر، سازوکارهای تعبیه شده در این بازار، از طریق رشد حجم پس‌انداز و سرمایه‌گذاری، رشد اقتصادی را تسریع می‌کنند.
استفاده از بازار سرمایه برای تأمین مالی مخارج دولت نیز، از جمله قدیمی‌ترین و متداول‌ترین شکل مبادلات مالی است. اتکای دولت‌ها به بازار سرمایه در اغلب اقتصادهای مدرن نه تنها از این جهت مهم است که دولت‌ها غالباً اوراق بدهی منتشر می‌کنند تا بخش عمده هزینه‌های خود را تأمین مالی نمایند، بلکه استقراض دولت غالباً حجم عظیمی از کل وجوه عرضه شده در بازار توسط وام‌دهندگان را جذب می‌کند.
در معمول‌ترین تقسیم‌بندی، بازار سرمایه به دو بازار اولیه و بازار ثانویه تقسیم می‌شود. از سوی دیگر بازارهای سرمایه، به دو بخش تقسیم می‌گردد، که عبارتند از: بازار سهام و بازار اوراق قرضه.

در بازار سرمایه ارتباط میان سرمایه‌گذار و سرمایه‌پذیر، بیش از یک سال است و بر عکس بازار پول، سرمایه‌پذیر ملزم به عودت وجوه نیست.

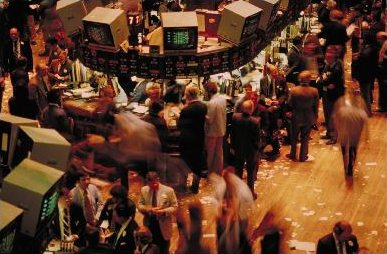
بازار بورس نیویورک، یکی از بزرگ‌ترین بازارهای ثانویه جهان